# Paranerita phaeocrota
Paranerita phaeocrota là một loài bướm đêm thuộc phân họ Arctiinae, họ Erebidae.